# Pound (Virginia)
Pound è un comune degli Stati Uniti d'America, situato nello Stato della Virginia, nella contea di Wise.